# Ceràmica campaniana

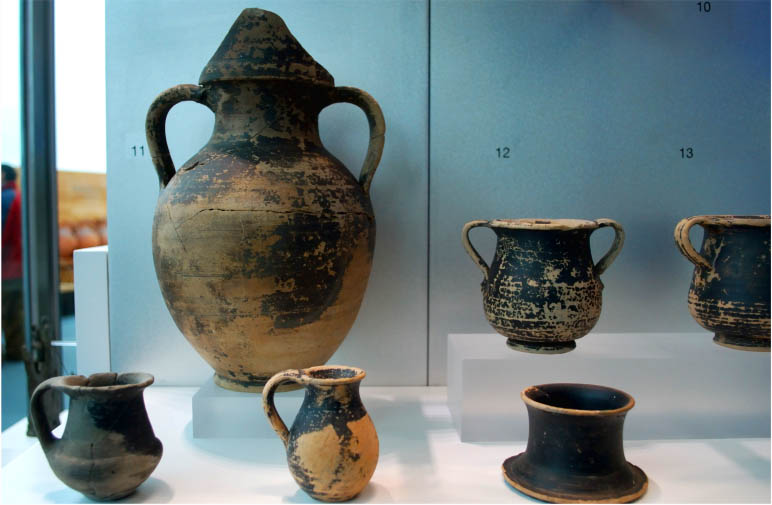
Ceràmica campaniana procedent d'Escombreras (Cartagena). Museu Nacional d'Arqueologia Subacuàtica a Cartagena.

S'anomena Ceràmica campaniana a la ceràmica produïda a la República de Roma entre el segle iii aC i el segle i aC que imita la ceràmica àtica. El centre productor originari i el més important fou la regió de la Campània.

## Introducció
Acabada la Segona Guerra Púnica (218-201 aC) Roma aconsegueix el control total del comerç de la Mediterrània Occidental, fet que suposa importants canvis als circuits comercials vigents fins al moment. Una de les conseqüències més immediates va ser la desaparició gairebé total dels tallers que fabricaven vernís negre durant el segle anterior a la zona occidental, anomenats tallers occidentals. La desaparició d'aquests tallers la podem situar amb prou precisió al s. II aC, quan comença la gran producció itàlica de ceràmica de vernís negre fabricada industrialment per l'exportació via marítima. Durant el segle ii aC serà la Campaniana A. La tipologia de les peces canviarà radicalment i seran freqüents formes molt més elaborades i obertes que al segle anterior.
Des de finals de segle ii aC i primera meitat de segle i aC, les produccions de vernís negre es tornaran a diversificar i s'acaba gairebé amb el monopoli de la Campaniana A després de conviure un temps amb la seva variant tardana (Campaniana A Tardana. Finalment ambdues seran superades per la Campaniana B i més tard la Campaniana C, fabricada a Sicília. Aquest fenomen de produccions ceràmiques és el principal indicador dels profunds canvis en la producció i comercialització d'excedents agrícoles als quals la ceràmica estava estretament lligada.
El fenomen comercial que suposa l'exportació de ceràmica fina en grans quantitats i per via marítima anava relacionat íntimament amb la ruta comercial dels excedents de vi itàlic. Un dels principals mercats d'aquest excedent eren les províncies hispàniques, sobretot durant els primers temps de presència romana. Cal recordar que les ceràmiques fine de taula com és el cas de les Campanianes, viatgen com a càrregues secundàries als vaixells que transportes productes agrícoles o excedents de vi.

## Campaniana A
La cronologia general d'aquesta producció és de 225 - 50 aC.
És una producció originària del Golf de Nàpols i va ser la primera ceràmica romana amb una contínua i àmplia difusió pel Mediterrani Occidental.
La Campaniana A es caracteritza per presentar una argila de color marró - vermellós, originària de les argileres de l'illa d'Ischia i un vernís de color negre brillant. Cal destacar que en algunes produccions tardanes presenten iridescències metàl·liques i resulta freqüent trobar un disc marró en el fons, com a resultat de l'apilonament de les peces al forn durant la cuita.
Pel que fa a la decoració de la Campaniana A, es caracteritza per motius formats amb 4 palmetes radials envoltades de cercles d'estries, cercles pintats de color blanc a l'interior d'algunes copes, una rosta de 6 pètals en peces petites. Aquesta decoració desapareix entre el 120 - 100 aC. substituïda per les acanaladures característiques de la Campaniana B.

TIPUS DE CAMPANIANA A
- Arcaica (280 - 220 aC): fabricada a l'illa d'Ischia i amb escassa difusió fora de l'illa. La decoració típica és de 3 palmetes radials.

- Antiga (220 - 180 aC): produccions procedents del Golf de Nàpols i distribuïda a partir del comerç marítim. Se'n troben grans quantitats a la península Ibèrica, ja que era la ceràmica dels soldats que estaven en campanya a Hispània. Quant a la decoració, hi ha alguns fragments amb decoracions estampades.

- Mitja (180 - 100 aC): és la varietat més estesa i la que ocupa una forquilla cronològica més àmplia. Cal tenir en compte que la vida de les peces era d'entre 20 i 50 anys, o fins i tot més. Quant a les formes, es deixen de fer peces sofisticades, per guanyar en funcionalitat. Les més freqüents, són: Lamnoglia 5,6, 27c, 28, 31a, 33b, 34, 36, 45.

- Tardana (100 - 50 aC): aquesta producció ens parla d'uns moments de decadència, que consisteix en la desaparició o aturada de la producció dels forns d'Ischia, per Sul·la el 82 aC, dins el context de les guerres de Gai Mari contra Sul·la. No obstant això, segurament aquest no va ser l'únic motiu de la minva de qualitat a les peces. També es diu que s'hauria pogut esgotar l'argilera d'Ischia. El resultat de tot això, són unes peces ceràmiques de mala qualitat tant pel que fa a les pastes, excessivament gruixudes, que adquiriran uns tons de color vermell vinós, com al vernís, que sortirà dels forns amb iridescències metàl·liques o fins i tot degradat.

## Campaniana B
Introducció
És el tipus ceràmic dins de la Ceràmica Campaniana que més canvis ha sofert en el temps. Es produeix a la zona de l'Eturia i té un repertori de formes propi. La seva cronologia va des del 125 al 50 aC, convivint amb les últimes produccions de Campaniana A
Ca destacar que en aquest moment hi ha un problema a l'hora d'ubicar totes les produccions de Campaniana B, ja que tot el que no és B Etrusca però n'imita el repertori formal, s'anomena B-Oïde, categoria que forma un Calaix de sastre, que no és més que les produccions de diferents tallers fora de la zona original, els quals seguint moda del moment, també fan Camapanianes B.

Característiques
Presenta una pasta de colors marrons clars i un vernís negre espès i setinat de molt bona qualitat, aplica per immersió, de manera que la part exterior del fons de les peces acostuma a aparèixer en reserva. En comparació amb la Campaniana A, la B és de més bona qualitat.
Quant al repertori formal, aquest es presenta molt estandarditzat i aporta noves formes de vasos inspirades en es vaixelles metàl·liques. Tot i les divisions internes d'aquest tipus de ceràmica, cal destacar que disposa d'unes formes úniques que no es donaran en cap altre tipus de Campaniana.
La decoració és molt senzilla i normalment es limita a acanaladures concèntriques i estries fetes amb rodeta i emmarcades per acanaladures. A mitjans s. I aC, coincidint amb la fi de les produccions de Campaniana B, apareixen algunes estampilles amb les inicials de noms i també algun disseny vegetal o geomètric.
Pel que fa al final de les produccions de Campaniana B i B-Oïde, aquest no és gens clar, però coincideix amb el període de desenvolupament de l'Aretina de Vernís Negre, que té unes característiques molt semblants i procedeix d'una àrea geogràfica també molt propera.
Tipus de Campaniana B
```
1. Campaniana B de l'Etruria Marítima.
```

```
2. Campaniana B de Cales.
```

```
3. Campaniana B Oïde.
```

1. Campaniana B de l'Etruria Marítima.
Es produeix a la zona de Volterra. Es tracta de vasos de gran qualitat amb un vernís negre tirant a blavós i molt acurats tècnicament.

2. Campaniana B de Cales.
La seva cronologia és del 130-120 aC al 90-80 aC en la seva varietat mitjana, la més estesa.
El taller de Cales, ubicat al nord de la Campània. Inicialment va ser considerat un taller de B-Oïdes, tot i que aquest taller té els seus antecedents ja e les produccions de ceràmica calena del s. III aC. Té un repertori de formes diferent del de la Campaniana A i molt estandarditzat, pensat per a poder ser transportat amb facilitat. És per aquest motiu que la gran majoria de peces tenen formes molt obertes, ja que són més fàcils d'apilar i és més difícil que es trenquin amb el llarg transport marítim i terrestre.
Pel que fa a la decoració, és important tenir en compte que alguns vasos adopten la creu de Losange estampada al fons, com a decoració diferenciadora, tot i que hi ha molts altres motius decoratius.

3. Campaniana B-Oïde.
Són ceràmiques de vernís negre emparentades amb la Campaniana B per la seva tipologia formal, el seu origen podria haver estat la imitació per part d'alguns tallers, de ceràmica ja coneguda i amb èxit comercial, però són de molt mal qualitat, en tots els aspectes: les pastes són gruixudes i normalment cuites en excés, fet que també perjudica el vernís, que es desgastava molt ràpidament a causa d'aquest factor. També degut a l'excés de cuita, les pastes presenten un color marronós com de xocolata que les identifica ràpidament com a B-Oïdes.
Les B-Oïdes constitueixen un verdader calaix de sastre on s'agrupen totes aquelles produccions que actualment encara no s'han acabat de sistematitzar en no haver-se trobat els centres productors, però, també hi conviuen altres varietats e les quals se n'ha pogut establir el seu origen.